# Ute Pass from a Freight Train
Panorama of Ute Pass je americký němý film z roku 1906. Režisérem je Harry Buckwalter (1867–1930). Film měl premiéru v červnu 1906.

## Děj
Film zachycuje z nákladního vlaku průjezd Ute Pass ve Skalnatých horách, který se nachází západně od Colorado Springs.